# پلیس‌های جن-ایکس
پلیس‌های جن-ایکس (انگلیسی: Gen-X Cops) یک فیلم در ژانر اکشن، رزمی، و جنایی به کارگردانی بنی چان است که در سال ۱۹۹۹ منتشر شد.

## بازیگران
- نیکلاس تسه
- استیون فانگ
- سم لی
- دانیل وو
- اریک تسانگ
- جکی چان
- کن لو
- برد الن
- گوردون لام
- فرانسیس نگ